# Biskupi Aberdeen
Biskupi Aberdeen – lista biskupów diecezjalnych oraz koadiutorów diecezji Aberdeen.

## Diecezja Aberdeen (XII–XVI wiek)

### Biskupi diecezjalni
- Nechtan z Aberdeen (1132 – ok. 1140)
- Edward (ok. 1150–1171)
- Matthew Kinimund (1172–1199)
- John (1200–1207)
- Adam Crail (1208–1227)
- Gilbert de Stirling (1228–1239)
- Radulf de Lamblay OSB (1239–1247)
- Peter de Ramsay (1247–1256)
- Richard de Potton (1256–1270)
- Hugh Benham (1272–1279)
- Henry Cheyne (1282–1329)
- Alexander de Kininmund (1329–1344)
- William de Deyn OSB (1344–1350)
- John de Rait (1350–1355)
- Alexander de Kininmund [II] (1355–1380)
- Adam de Tyninghame (1380–1390)
- Gilbert de Greenlaw (1390–1422)
- Henry de Lichton (Leighton) (1422–1441)
- Infram Lindsay (1441–1457)
- Thomas Spence (1457–1458)
- Thomas Vaus (1458–1480)
  - Robert Blacader (1480–1483) biskup elekt
- William Elphinstone (1483–1514)
- Robert (1514)
- Alexander Gordon (1516–1518)
- Gavin Dunbar OSA (1518–1532)
- William Stewart (1532–1545)
- William Gordon (1546–1577)

### Biskup koadiutor
- George Learmond (1529–1531)

## Wikariat apostolski Dystryktu Highland

### Wikariusze apostolscy
- Alexander John Grant (1727)
- Hugh MacDonald (1731–1773)
- John MacDonald (1773–1779)
- Alexander MacDonald (1779–1791)
- John Chisholm (1791–1814)
- Aeneas Chisholm (1814–1818)
- Ranald MacDonald (1818–1827)

### Koadiutorzy
- John MacDonald (1761–1773)
- Aeneas Chisholm (1803–1814)

## Wikariat apostolski Dystryktu Północnego

### Wikariusze apostolscy
- James Kyle (1827–1869)
- John MacDonald (1869–1878) koadiutor w latach 1868–1869

## Diecezja Aberdeen (od XIX wieku)

### Biskupi diecezjalni
- John MacDonald (1878–1889)
- Colin Cameron Grant (1889)
- Hugh MacDonald CSsR (1890–1898)
- Aeneas Chisholm (1899–1918)
- George Henry Bennett (1918–1946)
- John Alexander Matheson (1947–1950)
- Francis Raymond Walsh MAfr (1951–1963)
- Michael Foylan (1964–1976)
- Mario Conti (1977–2002)
- Peter Moran (2003–2011)
- Hugh Gilbert OSB (od 2011)